# رجل الذئب الزاحف
رجل الذئب الزاحف (الاسم العلمي:Lycopodium repens) هو نوع من النباتات يتبع جنس رجل الذئب من فصيلة الرجل ذئبية.